# カルロ1世・ディ・サヴォイア
カルロ1世・ディ・サヴォイア（Carlo I di Savoia, 1468年3月29日カリニャーノ - 1490年3月13日ピネローロ）は、サヴォイア公、ピエモンテ公、アオスタ伯、モーリエンヌ伯、ニース伯（在位：1482年 - 1490年）、サルッツォ侯（在位：1487年 - 1490年）、さらにキプロス王、エルサレム王（在位：1485年 - 1490年）。通称イル・ゲッリェーロ（il guerriero：武人）。
アメデーオ9世とその妻ヨランド（フランス王シャルル7世の娘）の間の息子。フィリベルト1世の弟。早世した兄の後を継いだ。
1485年、モンフェッラート侯グリエルモ8世の娘ビアンカと結婚し、2子をもうけた。
- ヨランダ・ルドヴィーカ（1487年 - 1499年） - 父の従弟フィリベルト2世と結婚。
- カルロ・ジョヴァンニ・アメデーオ（1489年 - 1496年） - サヴォイア公